# لی می دو
لی می دو (کره‌ای: 이미도؛ زادهٔ لی اون هه در ۲۵ مه ۱۹۸۲) بازیگر اهل کره جنوبی است. از فیلم‌ها یا برنامه‌های تلویزیونی که وی در آن نقش داشته‌است می‌توان به خانواده اوجاک‌گیو و افشاگر اشاره کرد.